# Странное желание господина Барда
«Странное желание господина Бара» (фр. L'Étrange désir de Monsieur Bard) — французский кинофильм с Луи де Фюнесом.

## Сюжет
Огюст Бар (Мишель Симон) работает водителем автобуса. Он уже не молод, не богат и к тому же не совсем здоров. Врач рекомендует ему следить за своим образом жизни, не пить и не курить. Но больше всего мсье Бара удручает то, что у него нет детей, и видимо уже не будет. Но судьба неожиданно даёт ему шанс изменить свою жизнь: однажды он выигрывает в казино 25 миллионов франков. Став в один момент состоятельным человеком, он решает найти женщину, которая бы родила ему ребёнка.